# Landkreis Zwickau
Landkreis Zwickau – powiat w niemieckim kraju związkowym Saksonia, utworzony w wyniku reformy administracyjnej 1 sierpnia 2008.
W skład powiat wchodzą dawne powiaty Landkreis Chemnitzer Land, Landkreis Zwickauer Land i miasto na prawach powiatu Zwickau. Siedzibą powiatu jest miasto Zwickau.
Powiat ma powierzchnię 949,33 km² i tym samym jest najmniejszy w Saksonii, teren ten zamieszkuje 345 118 osób (stan na 31 grudnia 2009).

## Polityka
Pierwsze wybory samorządowe w nowym powiecie odbyły się dnia 8 czerwca 2008. W ich wyniku jako starostę wybrano Christopha Scheurera z CDU, uzyskał on 52,7% głosów.
Wyniki I wyborów do Kreistagu powiatu Zwickau:
| Partia                      | %    | Miejsc |
| CDU                         | 37,1 | 38     |
| Die Linke                   | 20,9 | 21     |
| FDP                         | 10,6 | 11     |
| SPD                         | 10,2 | 10     |
| FW                          | 9,0  | 9      |
| Unabhängige Liste           | 3,8  | 3      |
| Bündnis 90/Die Grünen       | 3,3  | 3      |
| NPD                         | 3,3  | 3      |
| DSU                         | 0,9  | -      |
| Arbeitsgemeinschaft Zwickau | 0,8  | -      |

## Podział administracyjny
W skład powiatu Zwickau wchodzi:
- 14 miast (Stadt)
- 19 gmin (Gemeinde)
- 6 wspólnot administracyjnych (Verwaltungsgemeinschaft)

| Lp. | Nazwa miasta         | Ludność (31.12.2009) | Powierzchnia km² |
| --- | -------------------- | -------------------- | ---------------- |
| 1   | Crimmitschau         | 21.164               | 61,04            |
| 2   | Glauchau             | 24.684               | 51,49            |
| 3   | Hartenstein          | 4.889                | 36,72            |
| 4   | Hohenstein-Ernstthal | 15.930               | 18,33            |
| 5   | Kirchberg            | 8.953                | 39,58            |
| 6   | Lichtenstein/Sa.     | 12.817               | 15,48            |
| 7   | Limbach-Oberfrohna   | 25.610               | 50,17            |
| 8   | Meerane              | 16.287               | 19,76            |
| 9   | Oberlungwitz         | 6.424                | 14,67            |
| 10  | Waldenburg           | 4.381                | 25,06            |
| 11  | Werdau               | 22.877               | 65,59            |
| 12  | Wildenfels           | 3.911                | 20,66            |
| 13  | Wilkau-Haßlau        | 11.127               | 12,71            |
| 14  | Zwickau              | 94.340               | 102,54           |

| Lp. | Nazwa gminy                | Ludność (31.12.2009) | Powierzchnia km² |
| --- | -------------------------- | -------------------- | ---------------- |
| 1   | Bernsdorf                  | 2.432                | 15,07            |
| 2   | Callenberg                 | 5.402                | 39,82            |
| 3   | Crinitzberg                | 2.196                | 18,82            |
| 4   | Dennheritz                 | 1.433                | 13,35            |
| 5   | Fraureuth                  | 5.501                | 22,59            |
| 6   | Gersdorf                   | 4.236                | 9,70             |
| 7   | Hartmannsdorf b. Kirchberg | 1.450                | 27,13            |
| 8   | Hirschfeld                 | 1.236                | 19,06            |
| 9   | Langenbernsdorf            | 3.830                | 36,37            |
| 10  | Langenweißbach             | 2.731                | 22,68            |
| 11  | Lichtentanne               | 6.848                | 27,33            |
| 12  | Mülsen                     | 12.115               | 49,65            |
| 13  | Neukirchen/Pleiße          | 4.250                | 16,85            |
| 14  | Niederfrohna               | 2.437                | 10,10            |
| 15  | Oberwiera                  | 1.162                | 14,31            |
| 16  | Reinsdorf                  | 8.200                | 21,17            |
| 17  | Remse                      | 1.871                | 14,79            |
| 18  | Schönberg                  | 967                  | 15,48            |
| 19  | St. Egidien                | 3.427                | 21,24            |

Wspólnoty administracyjne:
| Lp. | Nazwa wspólnoty administracyjnej | Ludność (31.12.2009) | Powierzchnia km² | Liczba gmin |
| --- | -------------------------------- | -------------------- | ---------------- | ----------- |
| 1   | Crimmitschau-Dennheritz          | 22.597               | 74,39            | 2           |
| 2   | Kirchberg                        | 13.835               | 104,59           | 4           |
| 3   | Limbach-Oberfrohna               | 28.047               | 60,27            | 2           |
| 4   | Meerane                          | 17.254               | 35,25            | 2           |
| 5   | Rund um den Auersberg            | 18.676               | 51,79            | 3           |
| 6   | Waldenburg                       | 7.414                | 54,19            | 3           |